# NGC 2841
NGC 2841 est une galaxie spirale relativement rapprochée et située dans la constellation de la Grande Ourse. NGC 2841 a été découverte par l'astronome germano-britannique William Herschel en 1788.

## Caractéristiques
La base de données NASA/IPAC indique que c'est une galaxie active de type Seyfert 3. Simbad indique que c'est une galaxie active, sans mentionner son type.

### Distance
Sa vitesse par rapport au fond diffus cosmologique est de 806 ± 12 km/s, ce qui correspond à une distance de Hubble de 11,88 ± 0,85 Mpc (∼38,7 millions d'al).
À ce jour, trois douzaines de mesures non basées sur le décalage vers le rouge (redshift) donnent une distance de 16,335 ± 4,650 Mpc (∼53,3 millions d'al), ce qui est à l'intérieur des valeurs de la distance de Hubble. Puisque cette galaxie est relativement rapprochée du Groupe local, il est probable que cette valeur soit plus près de la distance réelle de NGC 2841. Notons que c'est avec la valeur moyenne des mesures indépendantes, lorsqu'elles existent, que la base de données NASA/IPAC calcule le diamètre d'une galaxie.

### Morphologie
NGC 2841 a été utilisée par Gérard de Vaucouleurs comme une galaxie de type morphologique SA(r)b dans son atlas des galaxies,.
Comparée à d'autres grandes galaxies spirales, la galaxie NGC 2841 présente un nombre relativement petit de régions d'étoiles chaudes et jeunes et peu de nébuleuses en émissions. On pense qu'une période ancienne d'intense formation d'étoiles a épuisé la matière qui pourrait donner produire d'autres périodes similaires. Cette hypothèse est soutenue par les observations de Chandra qui montrent que son halo est rempli de gaz dont la température atteint des millions de degrés. Ces gaz auraient été expulsés de la galaxie dans un passé lointain.

## Trou noir supermassif
Selon un article de X. Y. Dong et M. M. De Robertis de 2006, basé sur les mesures de luminosité de la bande K (infrarouge proche) du bulbe de NGC 2841, le trou noir supermassif qui s'y trouve a une masse de 107,8 {\displaystyle M_{\odot }} (63 millions de masses solaires).

## Supernovas
Quatre supernovas ont été découvertes dans NGC 2841 : SN 1912A, SN 1957A, SN 1972R et SN 1999by.

### SN 1912A
Cette supernova a été découverte le 19 février 1912 par les astronomes américains Heber Doust Curtis et Francis Pease. Le type de cette supernova n'a pas été déterminé.

### SN 1957A
Cette supernova a été découverte le 26 février 1957 par l'astronome suisse Max Schürer (en). Cette supernova était de type Ia-pec.

### SN 1972R
Cette supernova a été découverte le 5 décembre 1972 par l'astronome suisse Paul Wild de l'université de Berne. Le type de cette supernova n'a pas été déterminé.

### SN 1999by
Cette supernova a été découverte le 28 avril 1999 indépendamment par l'astronome amateur britannique Ron Arbour et par le programme LOSS (Lick Observatory Supernova Search) de l'observatoire Lick. Cette supernova était de type Ia-pec.

## Groupe de NGC 2841
NGC 2841 fait partie du groupe de NGC 2841. Les cinq principales galaxies sont NGC 2500, NGC 2537, NGC 2541, NGC 2552 et évidemment NGC 2841.
En se reférant à un article écrit en 1973, la base de données NASA/IPAC indique que NGC 2841 est une galaxie du champ, c'est-à-dire une galaxie gravitationnellement isolée. Pourtant, NGC 2841 est à la même distance que les cinq principales galaxies du groupe et, même si elle est un peu éloignée des quatre autres galaxies, elle est dans la même région de la sphère céleste. Cet apparente contraction provient des critères de regroupement qui diffèrent selon les auteurs.

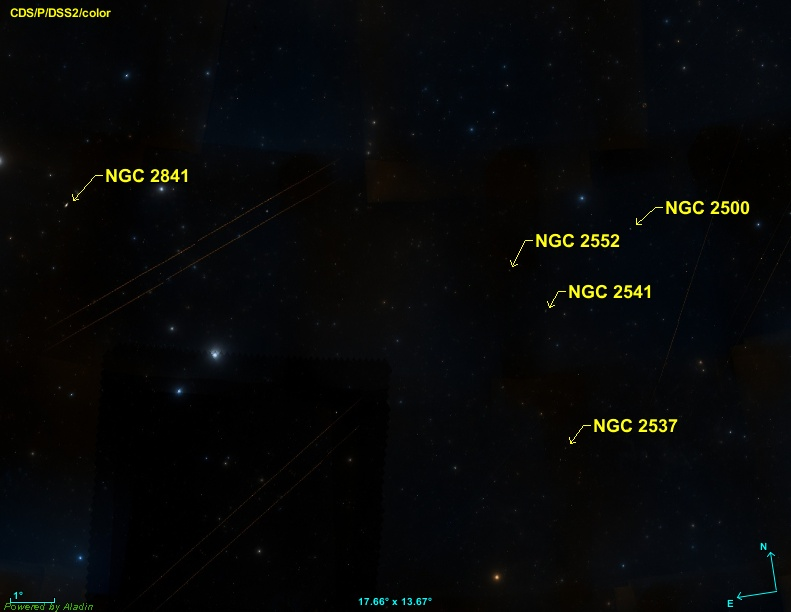
NGC 2841 et quatre galaxies de son groupe.

## Galerie

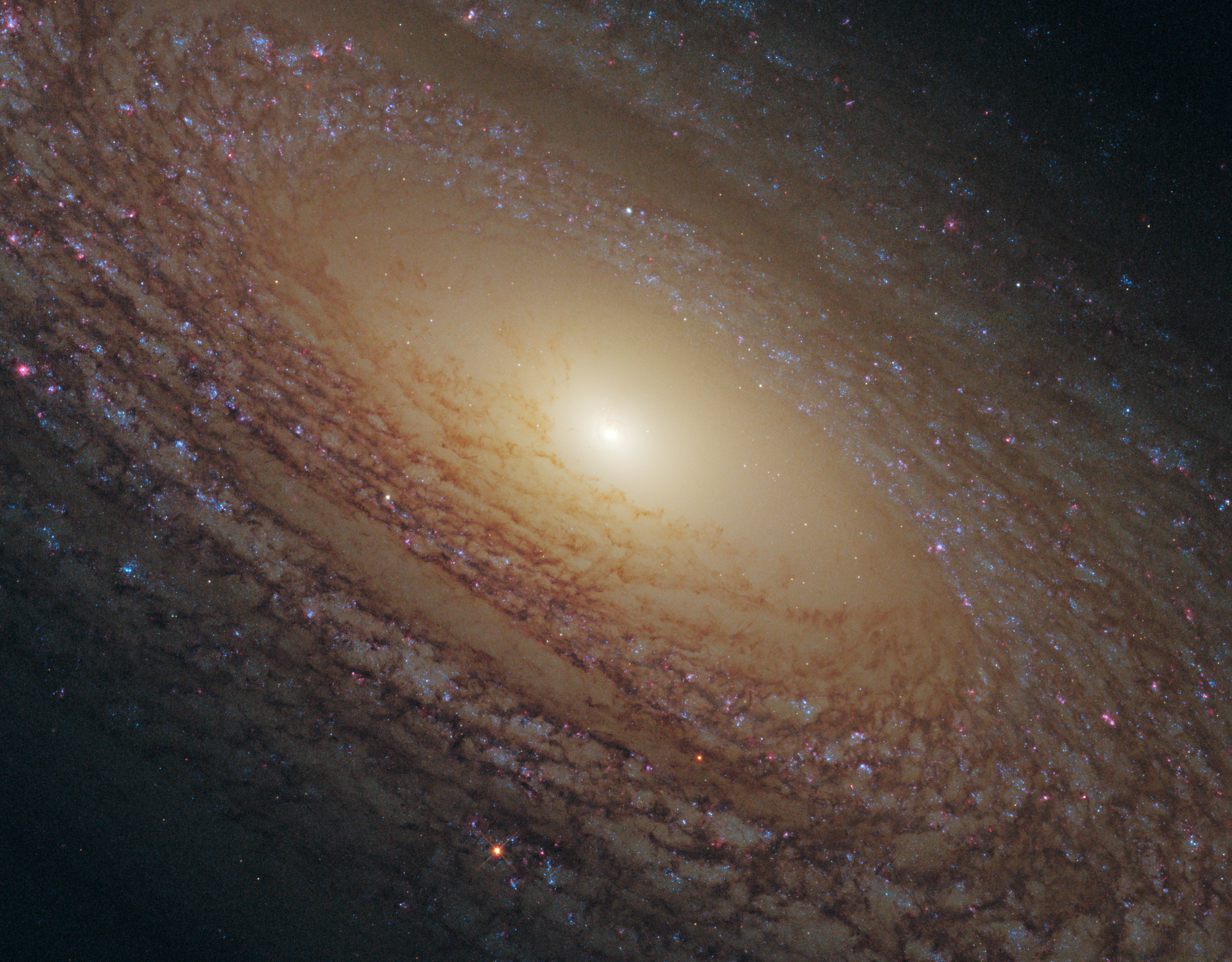
Gros plan du centre de NGC 2841 par le télescope spatial Hubble.
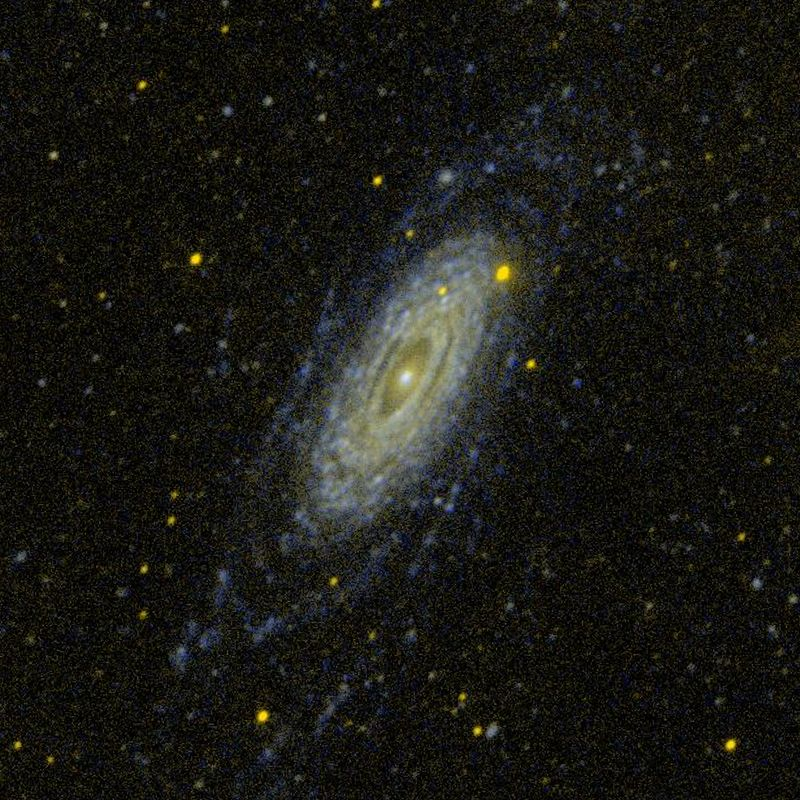
NGC 2841 en ultraviolet par le télescope spatial GALEX.
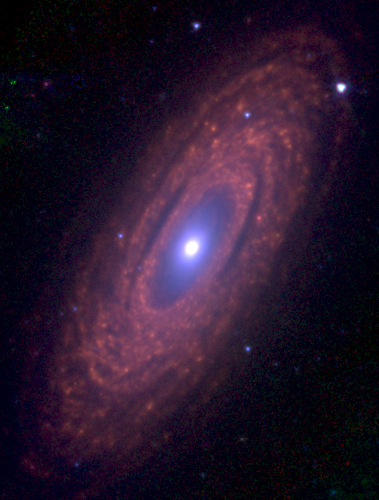
NGC 2841 en infrarouge par le télescope spatial Spitzer.
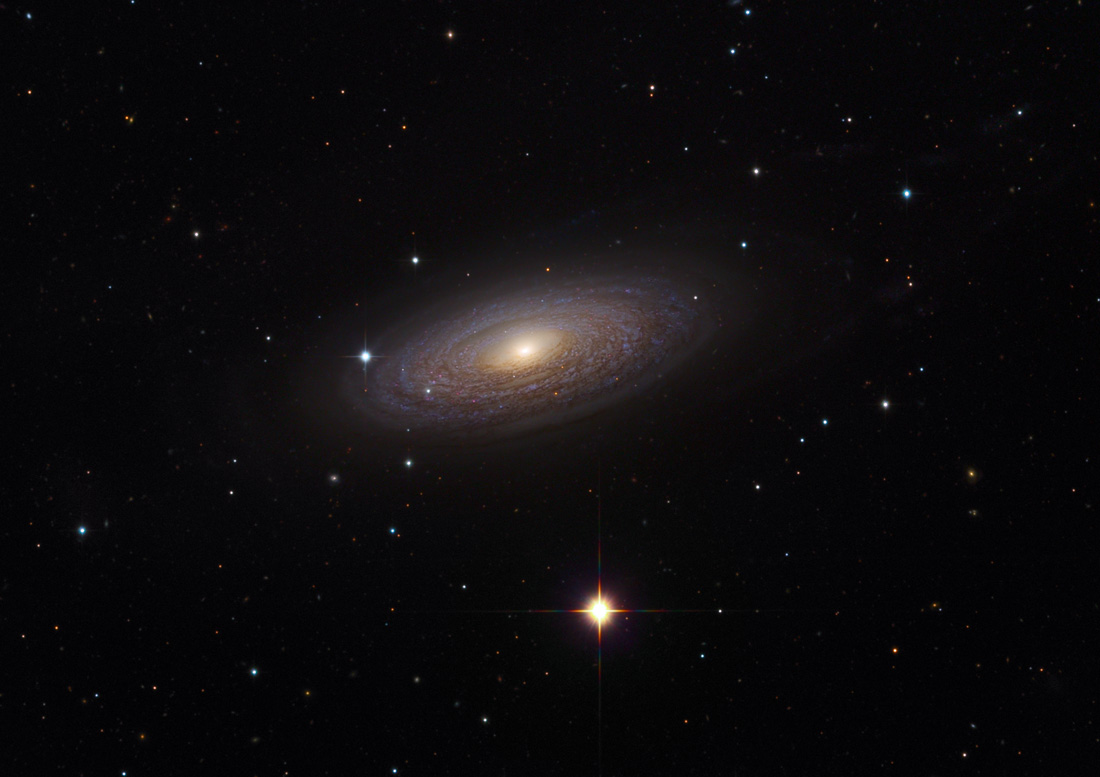
NGC 2841 par Adam Block (Observatoire du mont Lemmon/Université de l'Arizona).
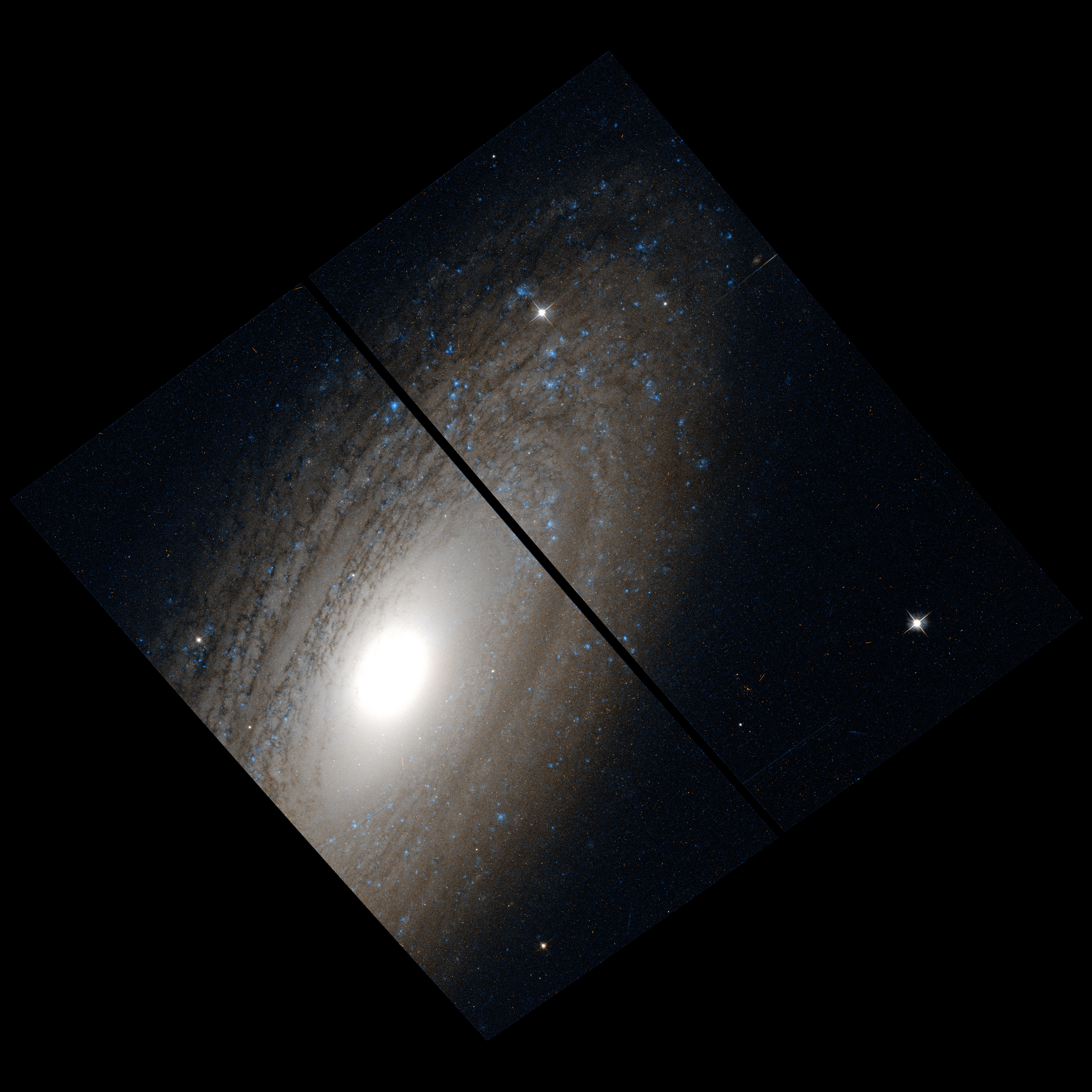
Autre image réalisée en utilisant les données du télescope spatial Hubble.